# Béni Snous (distrito)
Béni Snous é um distrito localizado na província de Tremecém, no noroeste da Argélia. Em 2008, sua população era de 21 646 habitantes.